# Hallsbergs fögderi
Hallsbergs fögderi avsåg den lokala skattemyndighetens verksamhetsområde i nuvarande Hallsbergs samt i delar av Kumla, Askersunds, Lekebergs och Laxå kommuner mellan åren 1918 och 1991. Efter detta år omorganiserades skatteväsendet och fögderierna ersattes av en skattemyndighet för varje län - i detta fall den för Örebro län. År 2004 gick verksamheten upp i det nybildade Skatteverket.
Hallsbergs fögderi föregicks av flera mindre fögderier, vilka delvis senare hamnade under Karlskoga och Örebro fögderier. 
- Östernärke fögderi (1779-1917)
- Västernärke fögderi (1779-1917)
  - Edsbergs fögderi (1946-1951)
  - Kumla fögderi (1952-1966)